# Phantasy Sonata
La Phantasy Sonata est une œuvre de musique de chambre pour alto et harpe écrite par le compositeur britannique Arnold Bax en 1927.

## Contexte
Au milieu des années 1920, une nouvelle influence musicale est entrée dans la vie d'Arnold Bax, lorsque la harpiste Maria Korchinska est devenue active sur la scène londonienne, l'encourageant à écrire de manière plus virtuose pour l'instrument. Le premier résultat musical de cette évolution est la Phantasy Sonata en quatre mouvements, datée d'avril 1927 et jouée pour la première fois lors d'un concert de musique de chambre au Grotrian Hall le 10 juin de la même année.

## Analyse
Arnold Bax traite la harpe et l'alto comme le médium romantique par excellence, écrivant pour les deux avec beaucoup de ressources, toujours à la recherche d'un timbre instrumental original. Bien que la musique soit jouée en continu, avec une brève pause entre les troisième et quatrième mouvements, elle est, de manière inhabituelle pour le compositeur, en quatre mouvements.

### Premier mouvement
Le premier mouvement est un allegro molto énergique, et l'auditeur doit particulièrement noter le thème initial de l'alto ; d'autres idées se développent à partir de ce thème, qui signale la progression d'un mouvement à l'autre et réapparaît à la fin. Vers la fin du premier mouvement, une cadence mène à l'allegro moderato dansant.

### Deuxième mouvement
Si l'allegro moderato a le rôle d'un scherzo, c'est une impression de chaume, qui débouche bientôt sur des passages tendres, légers et poétiques.

### Troisième mouvement
Le mouvement lent suit, un lento espressivo élégiaque, un chant rhapsodique et passionné pour l'alto.

### Quatrième mouvement
Dans l'allegro final, le thème principal revient et l'œuvre se termine brillamment.